# Mikko Niskanen

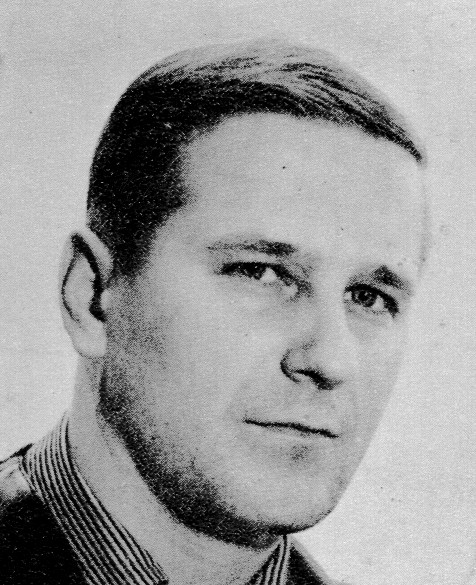
Mikko Niskanen.

Mikko Niskanen, född 31 januari 1929 i Konginkangas (numera i Äänekoski), Finland, död 25 november 1990 i Helsingfors, var en finländsk regissör, manusförfattare, filmproducent och skådespelare.

## Biografi
Niskanen studerade vid Finska teaterskolan 1947–1950 och vid filmhögskolan i Moskva 1958–1960. Han var verksam som skådespelare vid stadsteatrarna i Jyväskylä och Kuopio 1950–1954 och som  filmskådespelare vid Suomen Filmiteollisuus 1954–1958. Han anställdes vid Yle 1964 och var chefregissör vid Yle TV1 1971–1978. Under åren 1962–1988 regisserade han 14 långfilmer, delvis som självständig producent bland annat genom bolagen Käpy-Filmi Oy och National-filmi Oy.
Niskanen, som kan karakteriseras som en nationell epiker, gjorde en lyckad debut 1962 med filmatiseringen av Paavo Rintalas bok Pojat. Med filmerna En kotte under ryggen (Käpy selän alla, 1966) och Lappobruden (Lapualaismorsian, 1967) inledde han en ny era i finsk film under inflytande av 1960-talets revolutionära och frigjorda stämningar. Därefter övergick han till att på en stadigare social grund behandla först glesbygds- och sedan ungdomsproblem. TV-filmen Åtta dödande skott (Kahdeksan surmanluotia, 1971), som även finns i en kortare biografversion, skildrar bakgrunden till ett tragiskt dråp på fyra polismän i regissörens mellanfinländska hembygd. Det är en ren och osentimental filmatisk skildring av en verklighet som blivit en outhärdligt tung livsmiljö. Regissören innehade själv huvudrollen i denna film, vilken betecknades som den viktigaste händelsen i finländsk filmkonst på årtionden. Rivstart (Ajolähtö, 1982) och Mona ja palavan rakkauden aika (1983) behandlar unga människors problem i det moderna Finland. Han var verksam som konstnärsprofessor 1973–1978.
Niskanen är begravd på Malms begravningsplats i Helsingfors.

## Regi i urval
- 1983 - Mona ja palavan rakkauden aika
- 1976 - Pulakapina
- 1971 - Sången om den eldröda blomman (Laulu tulipunaisesta kukasta)
- 1966 - En kotte under ryggen
- 1962 - Stridspatrull
- 1962 - Grabbarna

## Filmmanus i urval
- 1982 - Ajolähtö
- 1978 - Syksyllä kaikki on toisin
- 1972 - Åtta dödsskott
- 1963 - Silver bortom gränsen
- 1962 - Stridspatrull
- 1962 - Grabbarna

## Filmografi roller i urval
- 1985 - Okänd soldat
- 1978 - Syksyllä kaikki on toisin
- 1976 - Pulakapina
- 1972 - Åtta dödsskott
- 1966 - En kotte under ryggen
- 1958 - Träskalle och Stumpen i Suez